# Славе Димитров
Славе Димитров (на македонска литературна норма: Славе Димитров) е композитор, певец и музикален продуцент от Северна Македония.

## Биография
Роден е в 1946 година в град Битоля, тогава във Федеративна народна република Югославия. Дебютира в 1966 година на фестивала „Младина 66“ в Суботица. В родния си град завършва основно и средното музикално училище, а в 1966 година започва да учи в Музикалната академия в Белград. В 1970 година започва работа в Македонското радио като музикален продуцент, а по-късно като редактор-продуцент. От 1990 година работи в Сектора за документация на Македонската национална телевизия.
Автор е на над 1000 оригинални музикални композиции в духа на градската традиция, с които участва на много фестивали. Сред тях са „Чия си“ (1971), обявена в 1999 година за песен на века, „Тивко, тивко, Ти само збориш“ и други. Автор е и на филмова музика, като например за филма „Изправи се, Делфина“, за голям брой драми и телевизионни сериали.